# Peixopalo
Peixopalo és el bacallà assecat sense salar-lo. El mot deriva del castellà antic pexepalo, del lleonès pexe 'peix' i palo 'fusta'.
Malgrat que el peixopalo en l'actualitat és un producte molt apreciat, especialment a Sant Feliu de Guíxols, on des del seu port es va introduir aquest producte, no sempre ha estat així. Antigament es preparava amb patates i era un plat molt modest. El peixopalo és l'ingredient principal del plat Es Niu, típic de Palafrugell.